# Beaver Point Park
Beaver Point Park är en park i Kanada.   Den ligger i provinsen British Columbia, i den sydvästra delen av landet, 3 600 km väster om huvudstaden Ottawa. Beaver Point Park ligger 89 meter över havet. Den ligger på ön Saltspring Island.
Terrängen runt Beaver Point Park är platt österut, men västerut är den kuperad. Havet är nära Beaver Point Park österut. Närmaste större samhälle är North Saanich, 11,2 km söder om Beaver Point Park. 